# 光州消防安全本部
光州消防安全本部（クァンジュしょうぼうあんぜんほんぶ）は、大韓民国光州広域市を管轄区域とする消防本部である。住所は光州広域市西区テバン路111（治坪洞1200）。

## 沿革
- 1986年11月1日 - 光州消防本部設置。
- 1996年3月29日 - 消防学校開校。
- 1997年6月4日 - 消防航空隊設置。
- 1999年8月6日 - 消防安全本部に改称。

## 本部組織
- 消防安全本部長（消防准監）
  - 消防行政課（課長は地方消防正）
  - 対応救助課（課長は地方消防正）
    - 航空救助隊

## 消防署
光州消防安全本部には5消防署のもと、22の119安全センターと5救助隊がある。

### 組織
- 署長（地方消防正）
  - 消防行政課（課長は地方消防領。以下同じ）
  - 予防安全課：東部、南部消防署には置かず
  - 現場対応課
  - 119安全センター（センター長は地方消防警または地方消防尉）
  - 救助隊（隊長は地方消防警または地方消防尉）

### 消防署一覧
各消防署及び所属119安全センターの名称は以下の通り。
| 消防署     | 119安全センター                    |
| ---------- | ---------------------------------- |
| 東部消防署 | 大仁、鶴雲、芝山                   |
| 西部消防署 | 花亭、念珠、金湖、尚武             |
| 南部消防署 | 松荷、月山、鳳仙                   |
| 北部消防署 | 文興、牛山、斗岩、林洞、日谷、東林 |
| 光山消防署 | 河南、松汀、月谷、飛鴉、新佳、尖端 |

## 光州広域市消防学校
消防公務員の教育訓練を行う。学校長は消防正。下部組織として教育支援課、教育運営課（課長は地方消防領）を置く。住所は光州広域市光山区素村洞232-2。